# Дорошенко, Иван Игнатьевич
Иван Игнатьевич Дорошенко (1913, Полтавская область — 14 сентября 1999, Москва) — советский военнослужащий, участник Великой Отечественной войны, полный кавалер ордена Славы, командир разведывательного отделения 20-й танковой бригады, младший сержант.

## Биография
Родился в 1913 году в поселке Градижск Глобинского районе Полтавской области Украины. Украинец. Окончил 7 классов. Работать начал рано, сначала на железной дороге, потом забойщиком на шахте.
В 1941 году, накануне Великой Отечественной войны, был призван в Красную Армию. Службу проходил на Дальнем Востоке в артиллерии. Окончил школу младших командиров.
На фронте с июня 1943 года. Боевое крещение получил в составе танкового экипажа в боях на Курской дуге. Был ранен, награждён орденом Красной Звезды. После госпиталя попал в артиллерийскую часть, поскольку имел артиллерийскую подготовку. В том же 1943 году младший сержант был награждён медалью «За отвагу» за то, что при отражении контратаки противника его артиллерийский расчет уничтожил два взвода пехоты противника. К лету 1944 года младший сержант Дорошенко воевал в составе 20-й танковой бригады 11-го танкового корпуса командиром отделения автоматчиков.
2 июля 1944 года в районе 35-40 км юго-восточнее города Ковель во время вражеской контратаки младший сержант Дорошенко с несколько бойцами заменил выбывший из строя расчет противотанкового орудия. Выкатив под шквальным артиллерийским и пулеметным огнём противника орудие на открытую позицию, автоматчики отразили натиск противника, уничтожив 2 вражеских танка.
Приказом по войскам 11-го танкового корпуса от 23 августа 1944 года младший сержант Дорошенко Иван Игнатьевич награждён орденом Славы 3-й степени.
После госпиталя вернулся в свою часть. Был назначен командиром отделения разведки истребительной противотанковой батареи.
17 января 1945 года при отражении вражеской контратаки в районе деревни Плец младший сержант Дорошенко пошел в атаку на врага и уничтожил 13 немецких солдат.
Приказом по войскам 1-го Белорусского фронта от 18 марта 1945 года младший сержант Дорошенко Иван Игнатьевич был награждён орденом Славы 2-й степени.
Во время наступательных боев с 1 по 23 апреля 1945 года на подступах к Берлину младший сержант Дорошенко заменил выбывшего командира взвода управления. 20 апреля со взводом управления выдвинулся к деревне Качень в 100 метров от противника и корректировал огонь батареи, которая уничтожила 5 огневых точек. Из личного оружия уничтожил 9 немецких солдат. В боях за пригород Берлина — Лихтенберг 23 апреля с бойцами взвода уничтожил 7 солдат с фаустпатронами, 6 пулеметных точек, сразил 4 снайпера. Лично уничтожил 4-х солдат с фаустпатронами и 1 снайпера, а также выявил 2 наблюдательных пункта противника, которые были уничтожены огнём батареи.
Указом Президиума Верховного Совета СССР от 15 мая 1946 года за исключительное мужество, отвагу и бесстрашие, проявленные в боях с вражескими захватчиками, младший сержант Дорошенко Иван Игнатьевич награждён орденом Славы 1-й степени. Стал полным кавалером ордена Славы.
В 1945 году был демобилизован. Жил в городе Москве. Член КПСС с 1951 года. Работал кладовщиком в ресторане «Прага». Участвовала в работе ветеранского движения. Участник Парада Победы 1995 года.
Скончался 14 сентября 1999 года. Похоронен в Москве на Покровском кладбище (8 уч.).

## Награды
- Орден Отечественной войны 1-й степени;
- Орден Красной Звезды;
- Орден «Знак Почёта»;
- Орден Славы 3-х степеней;
- Медаль «За отвагу»;
- другие медали.